# Vladimir Jankélévitch
Pour les articles homonymes, voir Jankélévitch.
Vladimir Jankélévitch (/vladimiʁ ʒɑ̃kelevitʃ/), né le 31 août 1903 à Bourges et mort le 6 juin 1985 à Paris, est un philosophe et musicologue français.

## Biographie
Vladimir Jankélévitch naît dans une famille juive ashkénaze originaire de Russie dont ses deux parents ont fui les pogroms pour s'installer en France. Il est naturalisé français à l'âge d'un an. Son père, Samuel Jankélévitch, est un médecin otorhinolaryngologue, qui est un des premiers traducteurs de Sigmund Freud en France. Également traducteur de Hegel, de Schelling ainsi que de Malinowski, il publie des articles dans les revues de philosophie.
En 1922, après une classe préparatoire au lycée Louis-le-Grand, Vladimir Jankélévitch entre à l'École normale supérieure, où il étudie la philosophie ; il y a pour maître Léon Brunschvicg (1869-1944). En 1923, il rencontre Henri Bergson, avec qui il entretient une correspondance.
Reçu premier à l’agrégation de philosophie en 1926,, Jankélévitch part pour l'Institut français de Prague l'année suivante. Il y enseigne jusqu'en 1932 et rédige une thèse sur Schelling. De retour en France, il enseigne au lycée Malherbe de Caen, puis au lycée du Parc de Lyon avant d'intégrer l'université de Toulouse en 1936, puis celle de Lille en 1938 en tant que professeur de philosophie morale.
Sous-lieutenant de réserve comme tout normalien à l'époque, il est mobilisé quand la Seconde Guerre mondiale est déclenchée et envoyé au front comme lieutenant d’infanterie. Blessé à l’épaule, il est évacué à Marmande (Lot-et-Garonne). En janvier 1940, il retourne à Toulouse.
Il est destitué de la fonction publique en décembre 1940 en vertu du « statut des juifs ». Il enseigne alors à Toulouse sous une fausse identité, les registres de Lille étant inaccessibles à l'administration française depuis que le Nord est en zone Reich. Poussé dans une clandestinité de tous les instants, il passera les années d'Occupation sous plusieurs identités, dont celle d’André Dumez, des années de peur et de misère matérielle.
Il s'engage aussitôt dans la Résistance en distribuant des tracts et déclare : « Les nazis ne sont des hommes que par hasard ». Il dira, contre Jean-Paul Sartre, que là était le vrai moment de s'engager, et qu'alors, faire de la morale, ce n'était pas écrire un Cahier pour une morale ou rédiger un Traité des vertus, comme il le fera plus tard, mais distribuer des tracts en pleine rue au péril de sa vie. Pour lui, la morale consiste à s'engager, « non à effectuer une tournée de conférences au cours desquelles on s'engage à s'engager ». Des armes sont trouvées chez lui en janvier 1941. Une intervention de Léon Brunschvicg auprès de Jérôme Carcopino, directeur de l'École normale supérieure devenu en février 1941 secrétaire d’État à l'Éducation nationale dans le gouvernement Darlan, le met à l'abri des poursuites : ce ne serait que pour se défendre.
Pour survivre, Vladimir Jankélévitch enseigne à la pige dans des écoles privées de « bachotage ». Au Café du Capitole, des étudiants résistants viennent écouter ses discours philosophiques, prêts à user de leurs armes au cas où une rafle se produirait. En 1943, il entre dans un réseau de la Résistance, le groupe Étoile du Mouvement national contre le racisme (MNCR), dont certains membres constituent aussi le Front national universitaire (FNU). Il y participe au « travail allemand » en rédigeant des tracts en russe, appelant les prisonniers soviétiques enrôlés de force dans la Wehrmacht à déserter.
Sa sœur Ida (1898-1982) épouse le poète Jean Cassou. Il réussit à faire venir toute sa famille à Toulouse, où Jean Cassou deviendra commissaire de la République en juin 1944. Il reçoit l'aide du recteur de l'Institut catholique de Toulouse, Mgr Bruno de Solages, ainsi que des francs-maçons, notamment la famille d'Henri Caillavet. Il rejoint alors les réseaux catholiques de la Résistance.
Il retrouve en octobre 1947 son poste de professeur à la Faculté de Lille. De 1951 à 1979, il est titulaire de la chaire de philosophie morale à la Sorbonne. Il est fait docteur honoris causa de l'Université libre de Bruxelles en 1965. À la Sorbonne, en mai 1968, il épouse « corps et âme l'insurrection étudiante ».
En 1979, lors des États généraux de la philosophie qui se sont tenus à la Sorbonne, il a puissamment contribué, avec Jacques Derrida, à sauver l'enseignement de la philosophie en classe de terminale en France.
Il meurt à Paris le 6 juin 1985 et est inhumé au Nouveau cimetière de Châtenay-Malabry, Division 3, allée E. Sa seconde épouse, née Lucienne Lanusse le 28 décembre 1911, est décédée le 13 novembre 2007 à Paris.

## Sa pensée

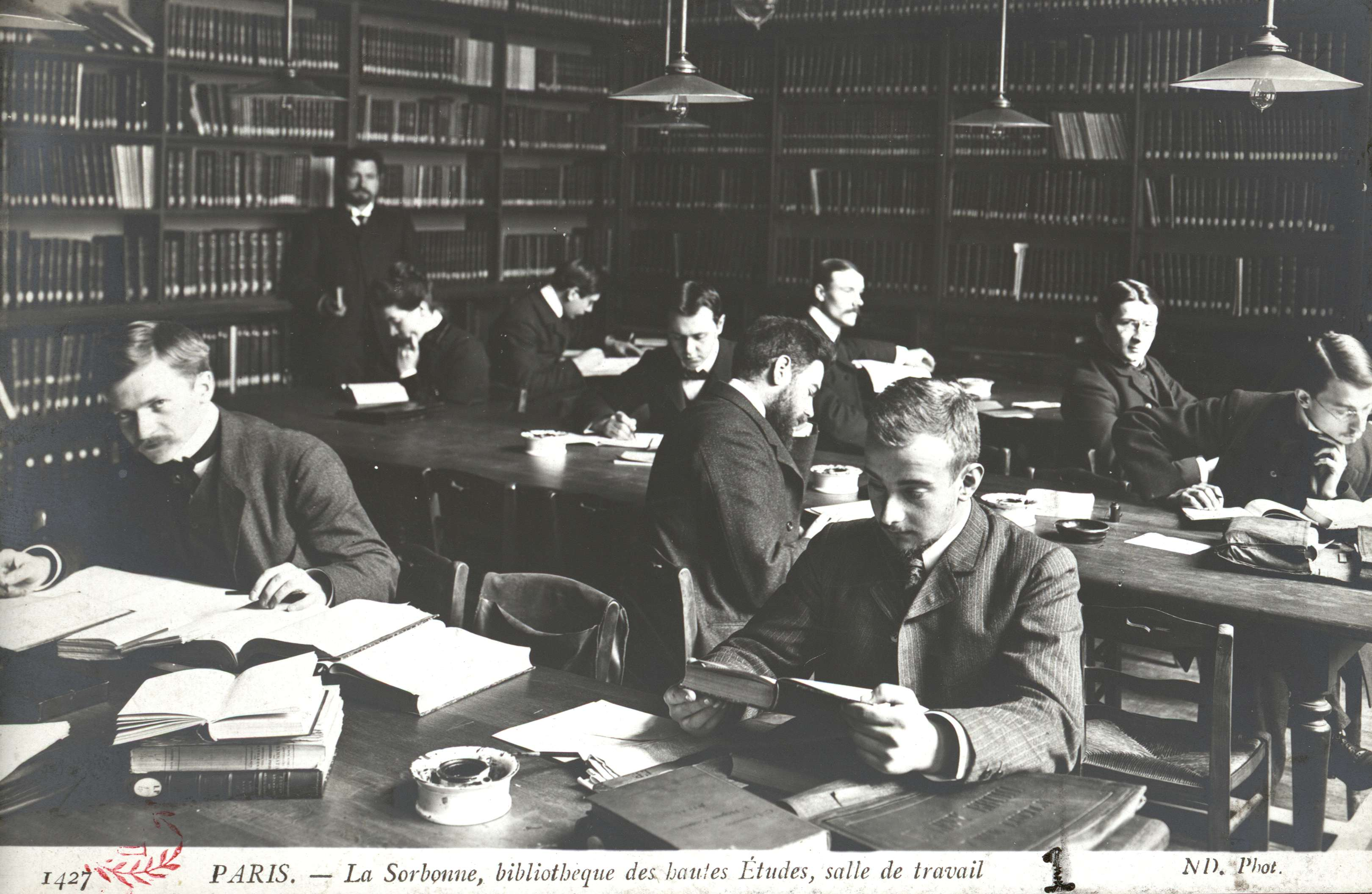
« Bibliothèque des hautes études » à La Sorbonne, actuelle salle Jankélévitch de la bibliothèque de la Sorbonne.

Professeur à la Sorbonne pendant près de trente ans, Vladimir Jankélévitch a marqué de nombreuses générations d’étudiants par ses cours de morale et de métaphysique autant que par sa personnalité.
Parmi ses ouvrages, on note Le Traité des vertus, Le je-ne-sais-quoi et le presque-rien, ou La Mort. Il porte également un regard neuf sur la musique des XIXe et XXe siècles. Dans L'imprescriptible, composé de deux textes (« Dans l'honneur et la dignité », 1948, et « Pardonner ? », 1971), Vladimir Jankélévitch reprend un article qu'il a fait paraître en 1965 dans le no 103 de la Revue administrative. Cet ouvrage contribue à définir la notion d'imprescriptibilité des crimes contre l'humanité, au moment où les crimes des nazis vont être couverts par la prescription.
Philosophe engagé, il est de tous les combats de son siècle (Résistance, mémoire de l’indicible ; engagement pour la défense de la philosophie lors des États généraux de la philosophie en 1979). Il est surnommé « le marcheur infatigable de la gauche » à cause de sa participation à de très nombreuses manifestations, joignant philosophie et histoire vécue. La pensée morale de Vladimir Jankélévitch ramène à une vie vécue selon l’ordre du cœur puisque ce dernier, et lui seul, constitue la vraie structure d’acte de sa philosophie. Son combat est de faire reconnaître la prééminence absolue de la morale sur toute autre instance.
Son œuvre est centrée autour de trois axes de réflexion.

### La métaphysique du «je ne sais quoi» et du «presque rien»
Vladimir Jankélévitch est, à la suite de Bergson, le philosophe du devenir, qu'il veut surprendre « sur le fait », « en train de » devenir, en flagrant délit, en équilibre sur la fine pointe de l'instant ! Qu'il parle de la mort, de la liberté, de l'intention, de l'intuition, de l'acte, et finalement de l'amour, il tente d'encercler l'instant au plus près et des deux côtés (avant, dans le « pas encore », et après, dans le « jamais plus », qui ne sont pas symétriques), tout en rappelant sans cesse que c'est impossible.
Il a d'ailleurs été désigné par Bergson, avec Jean Guitton, comme l'héritier de sa pensée.
Dans la continuité de l'intervalle qui conduit à cet instant, tout est possible et l'être « s'arrondit » sur ce capital en espérance, sur cette potentialité : il est bien question de liberté, d'intuition, de création, d'amour, mais de loin et à la troisième personne (surtout dans le cas de la mort). Après, dans l'autosatisfaction du fait accompli, l'être se reforme autour de son égoïté, de ses souvenirs teintés de complaisance et de nostalgie : de mort, de liberté, d'amour, il n'est déjà plus question. Mais il reste de cet instant brévissime, de ce « presque rien » où l'être s'est amenuisé jusqu'à n'être presque plus rien pour aimer, un « je ne sais quoi » qui traîne dans l'atmosphère, comme un charme, et rien ne sera plus comme avant.
Il est le chantre de la transcendance quotidienne, le philosophe mystique, puisqu'il dit emprunter cette expression « je-ne-sais-quoi » à saint Jean de la Croix lui-même qu'il cite d'ailleurs abondamment sans en partager la foi, ce saut dans l'inconnu. Le seul saut qu'il a expérimenté est celui de l'instant quel qu'il soit, celui de l'amour ou, par exemple, celui de la tentation : il décrit, comme seul peut le faire quiconque l'a expérimenté, le pécheur encore en équilibre, entraîné vers l'avant et retenu vers l'arrière, « en train » de basculer.
Sa conception de la liberté n'est pas statique, figée dans un état de conscience mais dynamique et en progression constante vers un au-delà de conscience toujours à conquérir : « la liberté c'est de rester fidèle à la prise de conscience elle-même, laquelle n'est pas un exposant, ni un cryptogramme, mais un dynamisme et une mobilité ».

### La morale de l'intention bienfaisante
« Ce qui est vrai du mystère de la mort, […] n'est pas moins vrai du mystère de l'amour, […]. L'expérience morale enfin suppose à la fois la notion universelle et rationnelle d'une loi inhérente à la dignité de l'humain en général et, au vif du for intime, une expérience privilégiée, urgente, hyperbolique qui nous pousse toujours au-delà de notre devoir […]. Aussi la morale, dès qu'elle cesse d'être une pure déduction cognitive et synonymique des devoirs, ne se distingue-t-elle plus de la métaphysique. »

— Vladimir Jankélévitch, Philosophie première ch. 3, par. 2
Un des paradoxes de la morale tient en ceci : le devoir moral est infini et certain, je sais que je dois faire, et ceci absolument, mais, pour devenir effectif, il doit passer par des moyens limités et hypothétiques et ambigus, je ne sais pas quoi ni comment faire : « Entre la finitude d'un pouvoir limité par la mort et l'infinité du devoir moral ou de l'amour, la contradiction paradoxale s'aiguise jusqu'au paroxysme de l'absurde et de l'intenable. » (Le Paradoxe de la morale ch. 2, par. 4). Une autre façon d'approcher ce paradoxe est de rapprocher la morale de l'amour qui en est le moteur secret : tout le problème de l'agent moral comme de l'amant est de « faire tenir le maximum d'amour dans le minimum d'être » (Le Paradoxe de la morale ch. 3, par. 14).
Un autre paradoxe de la morale tient au fait que l'intention doit se traduire en acte, c'est-à-dire prendre les moyens bien limités de sa fin infinie, et, pire, « se déposer » en actes posés : cette traduction est forcément une trahison, car elle doit accepter les médiations, les compromis et les compromissions… si elle est vraiment sérieuse. Elle doit finalement accepter que ses œuvres se détachent et, parfois, s'éloignent d'elle. On touche ici à un point essentiel de la pensée de Jankélévitch qui est « une paradoxologie de l'organe-obstacle » (concept emprunté à Bergson) : « il ne suffit pas de dire que la volonté morale est reléguée dans une zone intermédiaire : la volonté peut ce qu'elle peut malgré l'obstacle et par là même grâce à lui. » (Le Paradoxe de la morale ch. 3, par. 4).

### L'esthétique de l'ineffable
Passionné par la musique (notamment le répertoire du piano) et musicologue, sa réflexion est autant philosophique qu'esthétique. Il a écrit une douzaine d'ouvrages sur la musique et les compositeurs qu'il admire (Gabriel Fauré, Maurice Ravel, Claude Debussy, Franz Liszt, Nikolaï Rimsky-Korsakov, etc.). C'est l'une des originalités de son œuvre, qui se distingue également par les thèmes abordés. Influencé par Bergson, bien qu'il n'ait pas été son élève mais à qui il a consacré son premier ouvrage, Jankélévitch a aussi développé une réflexion sur l'existence de la conscience dans le temps. On peut trouver une introduction à sa pensée dans le livre d'entretiens Quelque part dans l'inachevé (Éditions Gallimard) où Béatrice Berlowitz dialogue avec le philosophe sur l'ensemble de ses thèmes. Pendant cinquante-sept ans, Vladimir Jankélévitch a écrit à Louis Beauduc, ancien coturne de l'École normale supérieure ; ces échanges rassemblés sous le titre Une vie en toutes lettres (Éditions Liana Levi) témoignent de l’itinéraire philosophique et personnel du philosophe.
Procédant par variations autour de quelques thèmes dominants - le temps et la mort, la pureté et l'équivoque, la musique et l'ineffable - la philosophie de Jankélévitch s'efforce de retraduire, dans l'ordre du discours, la précarité de l'existence. C'est tout d'abord l'essence très fragile de la moralité qui retient l'attention du philosophe : la fugace intention morale n'est qu'un « Je-ne-sais-quoi », constamment menacé de déchéance, c'est-à-dire de chute dans l'impureté. Seul l'amour en effet, inestimable dans sa générosité infinie, confère une valeur à tout ce qui est. Apaisante et voluptueuse, la musique témoigne elle aussi de ce « presque-rien » - présence éloquente, innocence purifiante - qui est pourtant quelque chose d'essentiel. Expression de la « plénitude exaltante de l'être » en même temps qu'évocation de l' « irrévocable », la musique constitue l'image exemplaire de la temporalité, c'est-à-dire de l'humaine condition. Car la vie, « parenthèse de rêverie dans la rhapsodie universelle », n'est peut-être qu'une « mélodie éphémère » découpée dans l'infini de la mort. Ce qui ne renvoie pourtant pas à son insignifiance ou à sa vanité : car le fait d'avoir vécu cette vie éphémère reste un fait éternel que ni la mort ni le désespoir ne peuvent annihiler.

## Événements
De nombreux événements postérieurs à la mort de Vladimir Jankélévitch incluent l'étude de ses œuvres.
En mai-juin 2003, à l'occasion du centenaire de sa naissance, se sont tenues des rencontres au Centre de Cerisy-la-Salle (Normandie, France). Sous le titre V. Jankélévitch, l'empreinte du passeur a paru en avril 2007 aux éditions Le Manuscrit un ouvrage présentant la plupart des interventions entendues lors de ces rencontres,.
Pour le 20e anniversaire de sa mort, les 16 et 17 décembre 2005, s'est déroulé à l'École normale supérieure de la rue d'Ulm, un colloque international, ayant pour thème « Jankélévitch dans la musicologie d’aujourd’hui », introduit et modéré par Françoise Schwab, avec pour intervenants :
- esthétique : Emmanuelle Delrieu, Marianne Massin, Bernard Sève, Jean-Pierre Bartoli ;
- métaphysique : Pierre-Michel Klein, Frédéric Worms, Gilles Ernst, Enrica Lisciani-Petrini ;
- morale : Luc-Thomas Somme, Hélène Politis, Élisabeth de Fontenay, Jurgen Brankel, Arnold Davidson ;
- politique : Peter Kemp, Alain Le Guyader, Michèle Le Doeuff ;
- conclusion par Lucien Jerphagnon puis projection du film d'Anne Imbert Questions d’oreille, Vladimir Jankélévitch, un philosophe et la musique[20].

Les actes ont paru en novembre 2010, avec des rééditions d'articles de Jankélévitch, sous le titre Présence de Vladimir Jankélévitch. Le charme et l'occasion, éd. Beauchesne.
En septembre 2008, la Fondation des Treilles (Var, France) organise avec les associations Chestov et Jankélévitch une semaine de colloque consacré à l’étude parallèle des œuvres de Léon Chestov (1866-1938) et de Vladimir Jankélévitch, deux penseurs d’origine russe dont les thématiques se croisent et se rencontrent parfois, suscitant des rapprochements qui engagent la question de l’irréversibilité du temps, les notions de l’instant, de l’amour, du rapport à l’autre, de l’indicible et de l’ineffable, le problème de l’affectivité et du savoir, les limites du rationnel. En mars 2011, les Éditions universitaires européennes publient sur la base de ce colloque, Léon Chestov - Vladimir Jankélévitch, du tragique à l'ineffable,.
Les 10, 11 et 12 juillet 2012, s'est tenu à Toulouse, à l'Université de Toulouse 2, le colloque Métaphysique, morale et temps. Bergson, Jankélévitch, Levinas, modéré par Joëlle Hansel,. Les intervenants sont : Flora Bastiani, Giuseppe Bianco, Arnaud Bouaniche, Anne Coignard, Arnaud François, Philippe Grosos, Elisabeth Grimmer, Joëlle Hansel, Andrew Kelley, Mathieu Lefevre, Enrica Lisciani Petrini, Sébastien Miravète, Masumi Nagasaka, Bruno Picot, Jean-François Rey, Camille Riquier, Jean-Michel Salanskis, Johannes Schick, Françoise Schwab, Svetlana Sholokhova, Luc-Thomas Somme, Frédéric Worms.
En avril 2014, sur France-Culture, l'émission Les Nouveaux chemins de la connaissance, animée par Adèle Van Reeth, consacre au philosophe une série de quatre émissions.
L'Institut Catholique de Toulouse organise une rencontre sur Musique et philosophie : hommage à Vladimir Jankélévitch le 12 octobre 2015.
L'École nationale de la magistrature de Bordeaux tient, le 29 octobre 2015, sa 2e Nuit de la Justice sur le thème « Est-ce que juger, c'est pardonner ? » autour de l'œuvre morale de Jankélévitch.
En vue du concours externe d'agrégation de philosophie 2016, pour l'épreuve consacrée à la morale, sont notamment conseillés par la BNF deux ouvrages de Jankélévitch : le Cours de philosophie morale : notes recueillies à l'Université libre de Bruxelles, 1962-1963, Paris, Éd. du Seuil 2006 et Le Paradoxe de la morale, Paris, Éd. du Seuil, 1989.
Au Collège de France, le 4 février 2016, le philologue et critique littéraire italien Carlo Ossola, titulaire de la chaire Littératures modernes de l’Europe néolatine, donne un séminaire sur « Quelque part dans l'inachevé ».
À l'ENS-Ulm, une « Journée d’étude V. Jankélévitch - métaphysique, morale et politique » est organisée le 10 juin 2016 par Frédéric Worms, Laure Barillas et Pierre-Alban Guinfolleau.
Les CD 7 et 8 du coffret 25 (la résistance au nihilisme) de la contre-histoire de la philosophie de Michel Onfray sont consacrés à Jankélévitch.
Dans le cadre du thème L'Aventure, le programme de français-philosophie des CPGE scientifiques inscrit, parmi les trois œuvres à étudier pour les concours 2017-2019, l'ouvrage L'Aventure, L'Ennui, le Sérieux (1976) de Jankélévitch.
En septembre 2020, sur France-Culture, l'émission Les Chemins de la philosophie, animée par Adèle Van Reeth, consacre une nouvelle série au philosophe et s'intitule Comment devenir vertueux avec Jankélévitch.
À l'occasion des 40 ans de sa disparition, sa ville de naissance, Bourges, lui rend hommage à travers un concert et  une conférence animée par Cynthia Fleury, sur le rapport qu'entretenait Jankélévitch à la musique et notamment avec deux compositeurs qu'il appréciait particulièrement, Gabriel Fauré et Claude Debussy, dont des compositions sont jouées lors d'un concert.

## Hommages

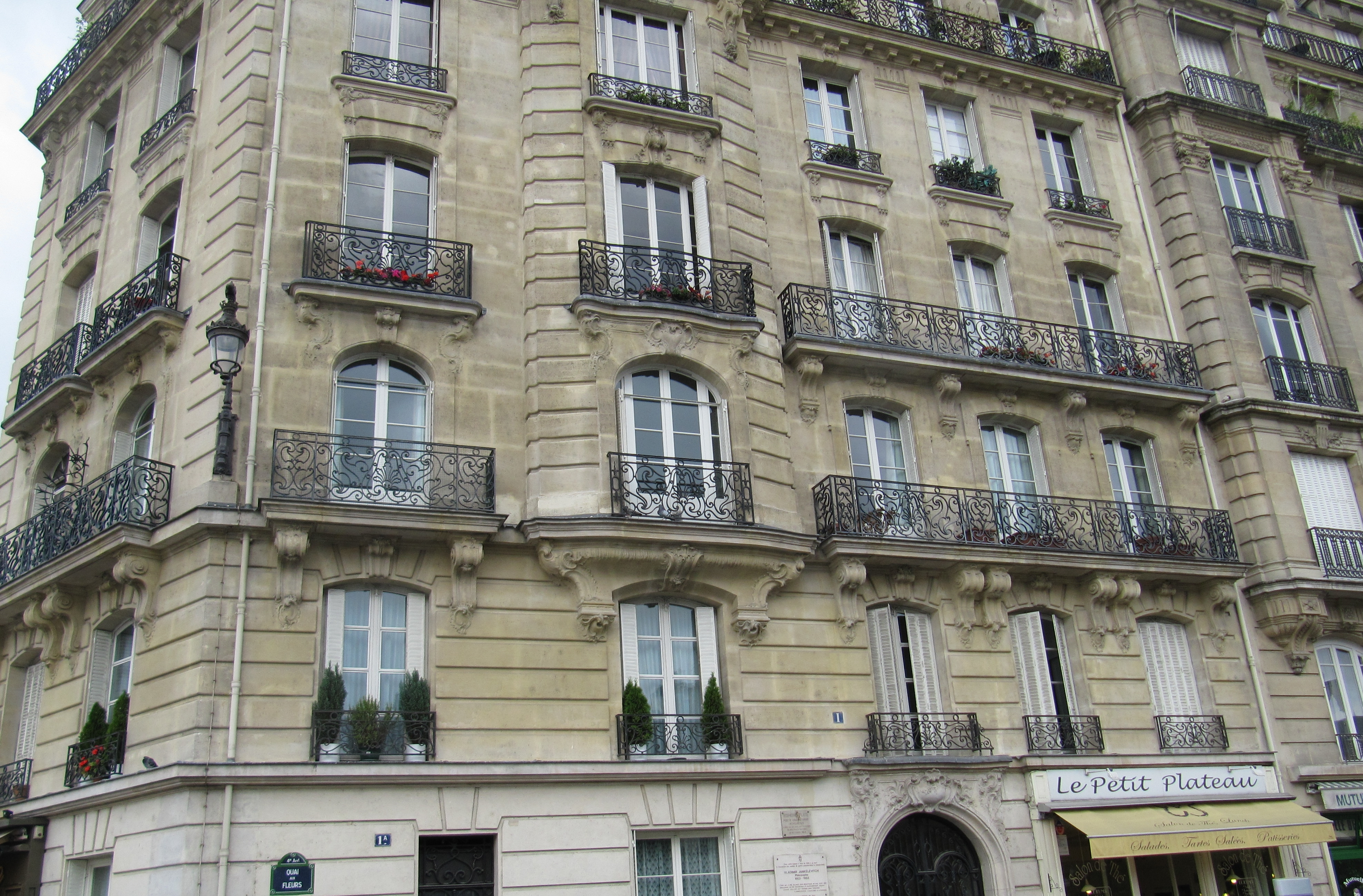
Son immeuble quai aux Fleurs à Paris.

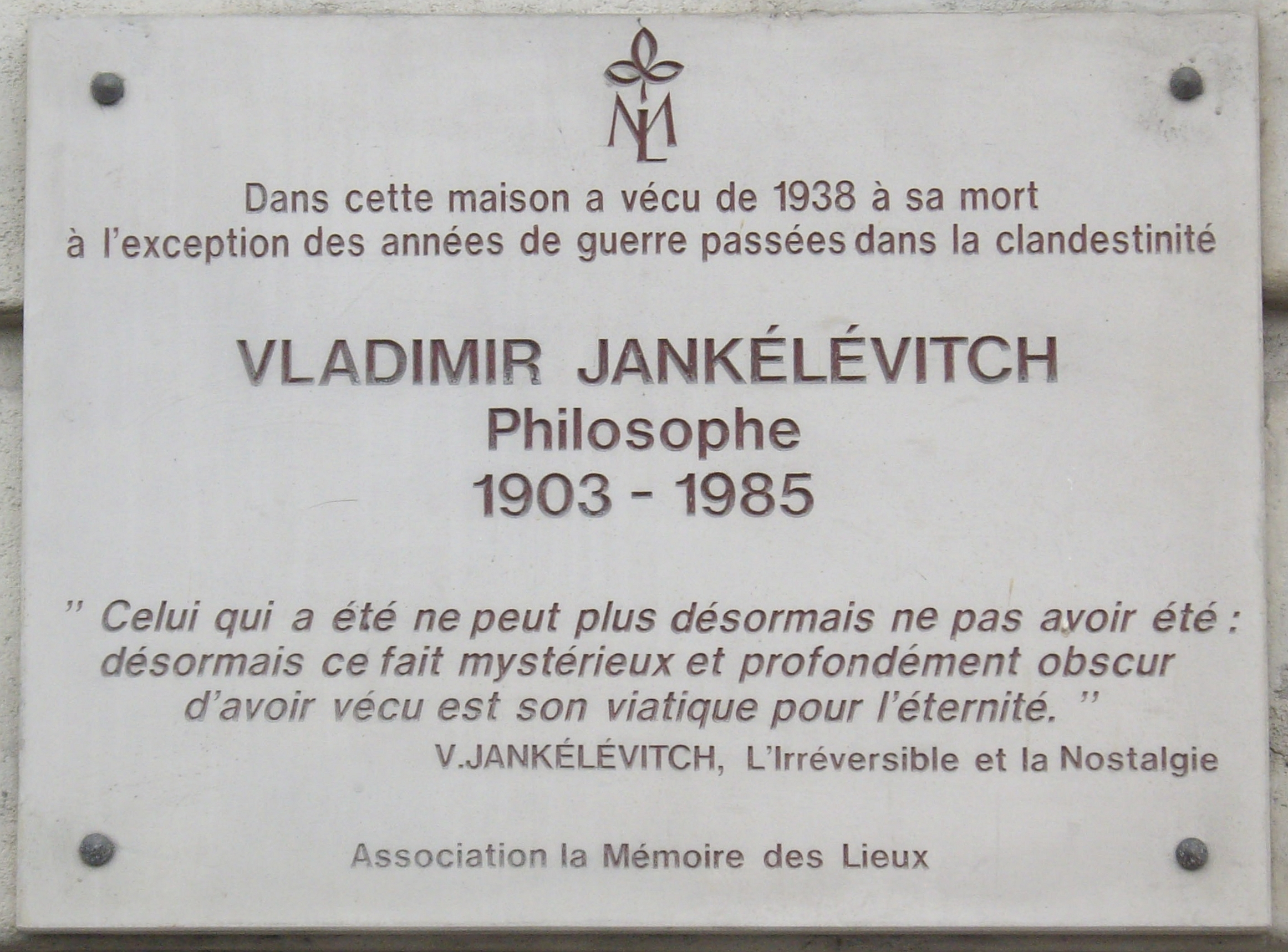
Plaque Vladimir Jankélévitch au 1A quai aux Fleurs à Paris.

En 1990, le documentaliste Yves Builly découvre, dans un coin de l'INA, les bandes mélangées entre elles de deux cours de Vladimir Jankélévitch : un consacré à La Tentation, le second à L'Immédiat. C'est le directeur de France-Culture, Jean-Marie Borzeix qui confie à Christine Goémé, productrice de la chaine, le soin d'établir ces cours, de leur donner un ordre cohérent et d'organiser leurs diffusions sur France-Culture. Ces deux cours sont donc diffusés en 1990 et Christine Goémé rend également en 1995 un hommage à Vladimir Jankélévitch — trois heures sur France-Culture — dans l'émission Vladimir Jankélévitch, un homme libre, émission dans laquelle tous les morceaux de musique sont interprétés par V. Jankélévitch lui-même.
Jankélévitch tenait à ce que l'on prononçât la première syllabe de son nom comme « jean » et non « yan », par souci d'ancrer son patronyme dans la culture française.
Vladimir Jankélévitch et son épouse Lucienne sont les dédicataires des Quatre Mouvements pour orchestre (1967/1968) d'Alexandre Tansman (1897–1986) : « À mes amis Vladimir et Lulu Jankélévitch. »

Sur la façade du 1, quai aux Fleurs (Paris, 4e arrondissement, face aux jardins de la cathédrale Notre-Dame) est apposée une plaque rappelant que le philosophe et sa famille vécurent à cette adresse de 1938 à 1985. Sur cette plaque est inscrite la citation suivante :
« Celui qui a été ne peut plus désormais ne pas avoir été ; désormais ce fait mystérieux et profondément obscur d’avoir vécu est son viatique 
pour l'éternité. », Vladimir Jankélévitch, L’Irréversible et la nostalgie.
En 2003, une plaque est apposée sur sa maison natale du 13, boulevard Gambetta, à Bourges (Cher), dévoilée par Serge Lepeltier, sénateur-maire de Bourges, et Alain Vernet, psychologue qui suivit ses cours à la Sorbonne.

## Entretiens
- Entretien avec Françoise Faucher en 1980[38].